# Dewoitine D.9
Le Dewoitine D.9 est un chasseur monoplace monoplan français construit par la Société anonyme des avions Dewoitine. Il a été construit sous licence en Italie sous le nom de Ansaldo AC.3.

## Conception et développement
Le D.9 était un monoplan monoplace à aile haute avec un train d'atterrissage classique et propulsé par un moteur en étoile Gnome-Rhône 9Ab Jupiter de 320 ch. La version italienne produite par Ansaldo était équipée du moteur Alfa Romeo Jupiter.
Dérivé du Dewoitine D.1, il a été réalisé pour le programme national C1 (chasseur monoplace) de 1923. Il n'a pas été  accepté par l'Armée française étant classé au sixième rang de la compétition. Un petit nombre d'avions de production ont été vendus à l'exportation pour la Belgique et la Yougoslavie et trois autres ont été construits à partir de pièces par Eidgenössische Konstruktions Werkstätte (EKW) pour les Troupes d'aviation suisses.
La plus grande réussite commerciale de ce modèle a été une commande pour la construction sous licence de 150 avions pour l'italien Regia Aeronautica, construit par l'avionneur Gio. Ansaldo & C. sous le nom de Ansaldo AC.3. Ce modèle a servi dans les années 1930 dans les forces aériennes italiennes.

## Opérateurs
Belgique
- Forces aériennes belges : 2 exemplaires

 Royaume de Hongrie
- Armée de l'air hongroise

 Royaume d'Italie
- Regia Aeronautica : 150 exemplaires sous licence sous le nom de Ansaldo AC.3

 Suisse
- Troupes d'aviation suisses : 3 exemplaires sous licence par EKW [676 à 678] (s/n 222 à 224). Cette fabrication vient en supplément de celle de deux Dewoitine D.19 et a pour but de comparer le Bristol Jupiter 9 Ab Mk IV de 300 cv du D.9 et l'Hispano-Suiza Hs 52 de 400 cv monté sur le D.19. Sans surprise, si les qualités de vol restent bonnes, les performances sont en retrait. Le 678 est détruit après la rupture d'une pale de l'hélice en vol le 15 mars 1930. Le pilote est sauvé par le parachute dont l'utilisation est possible depuis une modification du siège trois mois auparavant. Les avions restants sont réformés en 1940[2].

 Royaume de Yougoslavie
- Forces aériennes royales yougoslaves : 2 exemplaires